# 평동로 (장흥 보성)
평동로(Pyeongdong-ro)는 전라남도 장흥군 장평면 장평면 소재지교차로에서 보성군 보성읍 차시험장삼거리까지 연결하는 도로아다.

## 연혁
- 2009년 7월 3일 : 2개 이상 시·군에 걸쳐 있는 광역도로로 평동로를 고시[1]

## 주요 경유지
전라북도
- 장흥군 (장평면) - 보성군 (노동면. 보성읍)

## 노선경로
| 이름                | 접속 노선                     | 소재지 | 소재지 | 비고                    |
| ------------------- | ----------------------------- | ------ | ------ | ----------------------- |
| 장평면소재지 교차로 | 장평중앙길                    | 장흥군 | 장평면 |                         |
| 양촌교              |                               | 장흥군 | 장평면 |                         |
| (이름없음)          | 지방도 제843호선 (차돌고개로) | 장흥군 | 장평면 | 지방도 제843호선과 중복 |
| 갈치                |                               | 장흥군 | 장평면 | 지방도 제843호선과 중복 |
| 녹양교              |                               | 장흥군 | 장평면 | 지방도 제843호선과 중복 |
| 두봉교              |                               | 장흥군 | 장평면 | 지방도 제843호선과 중복 |
| 대고개              |                               | 보성군 | 노동면 | 지방도 제843호선과 중복 |
| 노동면용호리 교차로 | 대련로                        | 보성군 | 노동면 | 지방도 제843호선과 중복 |
| 노동마을 교차로     | 누운재길                      | 보성군 | 노동면 | 지방도 제843호선과 중복 |
| 광화교              |                               | 보성군 | 노동면 | 지방도 제843호선과 중복 |
| 차시험장삼거리      | 지방도 제895호선 (송재로)     | 보성군 | 보성읍 | 지방도 제843호선과 중복 |